# Skate America de 1998
O Skate America de 1998 foi a décima sétima edição do Skate America, um evento anual de patinação artística no gelo organizado pela United States Figure Skating Association, e que fez parte do Grand Prix de 1998–99. A competição foi disputada entre os dias 29 de outubro e 1 de novembro, na cidade de Detroit, Michigan, Estados Unidos.

## Eventos
- Individual masculino
- Individual feminino
- Duplas
- Dança no gelo

## Medalhistas
| Evento                        | Ouro                                           | Prata                                    | Bronze                                           |
| Individual masculino detalhes | Alexei Yagudin · Rússia                        | Michael Weiss · Estados Unidos           | Alexei Urmanov · Rússia                          |
| Individual feminino detalhes  | Maria Butyrskaya · Rússia                      | Elena Sokolova · Rússia                  | Angela Nikodinov · Estados Unidos                |
| Duplas detalhes               | Elena Berezhnaya · Anton Sikharulidze · Rússia | Kristy Sargeant · Kris Wirtz · Canadá    | Victoria Maksuta · Vladislav Zhovnirsky · Rússia |
| Dança no gelo detalhes        | Marina Anissina · Gwendal Peizerat · França    | Irina Lobacheva · Ilia Averbukh · Rússia | Barbara Fusar-Poli · Maurizio Margaglio · Itália |

## Resultados

### Individual masculino
| Pos.              | Nome                 | Nacionalidade  | Pontos | PC | PL |
| ----------------- | -------------------- | -------------- | ------ | -- | -- |
| Medalha de ouro   | Alexei Yagudin       | Rússia         | 1.5    | 1  | 1  |
| Medalha de prata  | Michael Weiss        | Estados Unidos | 3.5    | 3  | 2  |
| Medalha de bronze | Alexei Urmanov       | Rússia         | 5.0    | 4  | 3  |
| 4                 | Elvis Stojko         | Canadá         | 5.0    | 2  | 4  |
| 5                 | Derrick Delmore      | Estados Unidos | 7.5    | 5  | 5  |
| 6                 | Laurent Tobel        | França         | 9.0    | 6  | 6  |
| 7                 | Michael Hopfes       | Alemanha       | 11.0   | 8  | 7  |
| 8                 | Yamato Tamura        | Japão          | 11.5   | 7  | 8  |
| 9                 | Shepherd Clark       | Estados Unidos | 14.5   | 9  | 10 |
| 10                | Jean-Francois Hebert | Canadá         | 15.0   | 12 | 9  |
| 11                | Frédéric Dambier     | França         | 16.0   | 10 | 11 |
| 12                | Yourii Litvinov      | Cazaquistão    | 17.5   | 11 | 12 |

### Individual feminino
| Pos.              | Nome              | Nacionalidade  | Pontos | PC | PL |
| ----------------- | ----------------- | -------------- | ------ | -- | -- |
| Medalha de ouro   | Maria Butyrskaya  | Rússia         | 1.5    | 1  | 1  |
| Medalha de prata  | Elena Sokolova    | Rússia         | 3.5    | 3  | 2  |
| Medalha de bronze | Angela Nikodinov  | Estados Unidos | 4.0    | 2  | 3  |
| 4                 | Nicole Bobek      | Estados Unidos | 6.0    | 4  | 4  |
| 5                 | Tatijana Malinina | Uzbequistão    | 7.5    | 5  | 5  |
| 6                 | Anna Rechnio      | Polônia        | 9.0    | 6  | 6  |
| 7                 | Brittney McConn   | Estados Unidos | 10.5   | 7  | 7  |
| 8                 | Jennifer Robinson | Canadá         | 12.0   | 8  | 8  |
| 9                 | Shizuka Arakawa   | Japão          | 14.5   | 10 | 9  |
| 10                | Silvia Fontana    | Itália         | 14.5   | 9  | 10 |

### Duplas
| Pos.              | Nome                                    | Nacionalidade  | Pontos | PC | PL |
| ----------------- | --------------------------------------- | -------------- | ------ | -- | -- |
| Medalha de ouro   | Elena Berezhnaya / Anton Sikharulidze   | Rússia         | 1.5    | 1  | 1  |
| Medalha de prata  | Kristy Sargeant / Kris Wirtz            | Canadá         | 3.0    | 2  | 2  |
| Medalha de bronze | Victoria Maksuta / Vladislav Zhovnirsky | Rússia         | 5.0    | 4  | 3  |
| 4                 | Danielle Hartsell / Steve Hartsell      | Estados Unidos | 5.5    | 3  | 4  |
| 5                 | Kyoko Ina / John Zimmerman              | Estados Unidos | 8.5    | 7  | 5  |
| 6                 | Sarah Abitbol / Stéphane Bernadis       | França         | 8.5    | 5  | 6  |
| 7                 | Mariana Khalturina / Andrei Kroukov     | Cazaquistão    | 10.0   | 6  | 7  |
| 8                 | Tiffany Stiegler / Johnnie Stiegler     | Estados Unidos | 12.0   | 8  | 8  |

### Dança no gelo
| Pos.              | Nome                                    | Nacionalidade  | Pontos | DC | DO | DL< |
| ----------------- | --------------------------------------- | -------------- | ------ | -- | -- | --- |
| Medalha de ouro   | Marina Anissina / Gwendal Peizerat      | França         | 2.0    | 1  | 1  | 1   |
| Medalha de prata  | Irina Lobacheva / Ilia Averbukh         | Rússia         | 4.0    | 2  | 2  | 2   |
| Medalha de bronze | Barbara Fusar-Poli / Maurizio Margaglio | Itália         | 6.0    | 3  | 3  | 3   |
| 4                 | Anna Semenovich / Vladimir Fedorov      | Rússia         | 8.0    | 4  | 4  | 4   |
| 5                 | Naomi Lang / Peter Tchernyshev          | Estados Unidos | 10.6   | 5  | 6  | 5   |
| 6                 | Chantal Lefebvre / Michel Brunet        | Canadá         | 11.4   | 6  | 5  | 6   |
| 7                 | Eve Chalom / Mathew Gates               | Estados Unidos | 14.0   | 7  | 7  | 7   |
| 8                 | Angelika Fuhring / Bruno Ellinger       | Áustria        | 16.0   | 8  | 8  | 8   |
| 9                 | Rie Arikawa / Kenji Miyamoto            | Japão          | 18.0   | 9  | 9  | 9   |

## Quadro de medalhas
| Ordem | País           | Medalha de ouro | Medalha de prata | Medalha de bronze |    | Ordem por total |
| ----- | -------------- | --------------- | ---------------- | ----------------- | -- | --------------- |
| 1     | Rússia         | 3               | 2                | 2                 | 7  | 1               |
| 2     | França         | 1               |                  |                   | 1  | 3               |
| 3     | Estados Unidos |                 | 1                | 1                 | 2  | 2               |
| 4     | Canadá         |                 | 1                |                   | 1  | 3               |
| 5     | Itália         |                 |                  | 1                 | 1  | 3               |
| TOTAL | TOTAL          | 4               | 4                | 4                 | 12 | —               |